# Matic in Meta za ohranitev planeta
Matic in Meta za ohranitev planeta je mladinsko prozno delo Mateje Gomboc, ki je nastalo v sodelovanju z Ekologi brez meja in ilustratorko Ano Razpotnik Donati. 

## Vsebina
Mateja Gomboc je Matica in Meto bralcem predstavila že v knjigi Matic in Meta vsepovsod (2012), kjer je skozi zgodbe začrtala didaktično naravnanost knjige. Matic in Meta se na različnih krajih srečujeta z nenapisanimi pravili vedenja. V Matic in Meta za ohranitev planeta se avtorica posveti okolju in ekologiji, saj se protagonista srečata z različnimi oblikami onesnaževanja planeta (odpadki v naravi) in razsipniškega vedenja (pretirano kupovanje plastike). S svojim vztrajnim tuhtanjem o naravi in onesnaženosti planeta najprej spreminjata svoje navade, s spodbudnim vzgledom pa vplivata tudi na večjo ekološko zavest pri svojih starših, sorodnikih in prijateljih. 

## Sodelovanje z Ekologi brez meja
Ekologi brez meja so slovenska nevladna organizacija, ki si prizadeva za izboljšanje stanja okolja z učinkovito rabo virov in aktivnim državljanstvom. So tudi avtorji predgovora v knjigi Matic in Meta za ohranitev planeta, sodelovali pa so tudi s praktičnimi nasveti, ki sestavljajo velik del knjige in predstavljajo didaktičen vložek v leposlovnem mladinskem delu. 